# Best of the Beast
Pour les articles homonymes, voir Best of.
Albums de Iron Maiden
The X Factor
(1995) Virtual XI
(1998)
Best of the Beast est la première compilation du groupe de  Iron Maiden, sortie le 18 décembre 1996.
Il en existe une version CD, de 16 titres, et une version double CD, de 27 titres, et une troisième version en quatre vinyles de 34 titres. Cette dernière édition est très recherchée car elle contient quatre titres enregistrés pour The Soundhouse Tapes, Prowler, Invasion, Iron Maiden et Strange World. Ce dernier morceau ne figure pas sur la mythique démo et c'est sa première édition.
Les trois versions de la compilation contiennent l'inédit Virus. L'extrait single de plus Sanctuary et Wrathchild de la mythique compilation Metal for Muthas et sa version maxi pochette poster les deux autres titres parus sur les Soundhouse Tapes : Prowler et Invasion. Ce simple a atteint la 16e place des classements des ventes en Angleterre.

## Liste des Titres

### Édition 16 titres
1. The Number of the Beast
2. Can I Play with Madness
3. Fear of the Dark (live)
4. Run to the Hills
5. Bring Your Daughter... to the Slaughter
6. The Evil that Men Do
7. Aces High
8. Be Quick or Be Dead
9. 2 Minutes to Midnight
10. Man on the Edge
11. Virus (Harris/Murray/Bayley/Gers)
12. Running Free (live)
13. Wasted Years
14. The Clairvoyant
15. The Trooper
16. Hallowed Be Thy Name

À noter que la chanson Running Free (live) est extraite du double CD Live After Death.

### Édition 27 titres

#### CD 1
1. Virus
2. Sign of the Cross
3. Man on the Edge
4. Afraid to shoot Strangers (live)
5. Be Quick or Be Dead
6. Fear of the Dark (live)
7. Bring Your Daughter... to the Slaughter
8. Holy Smoke
9. The Clairvoyant
10. Can I Play with Madness
11. The Evil that Men Do
12. Heaven Can Wait
13. Wasted Years

#### CD 2
1. The Rime of the Ancient Mariner (live)
2. Running Free (live)
3. 2 Minutes to Midnight
4. Aces High
5. Where Eagles Dare
6. The Trooper
7. The Number of the Beast
8. Run to the Hills
9. Hallowed Be Thy Name
10. Wrathchild
11. Phantom of the Opera
12. Sanctuary
13. Strange World
14. Iron Maiden